# Пакистано-тунисские отношения
Пакистано-тунисские отношения — двусторонние дипломатические отношения между Пакистаном и Тунисом.

## История
В 1957 году были установлены дипломатические отношения между странами. 25 марта 1958 года Пакистан открыл свою первую дипломатическую миссию в Тунисе, которая в 1964 году получила статус посольства. В 1980 году Тунис открыл посольство в Исламабаде. В период с 1948 по 1954 год министр иностранных дел Пакистана Зафрулла Мухаммад Хан представлял Пакистан в Совете Безопасности ООН и последовательно поддерживал борьбу народа Туниса против колониального правления.
Между странами налажено сотрудничество в международных организациях, особенно в ООН, ОИС и Движении неприсоединения. В январе 1972 года премьер-министр Пакистана Зульфикар Али Бхутто посетил с официальным визитом Тунис; в мае 1990 года премьер-министр Пакистана Беназир Бхутто осуществила визит в Тунис, а затем премьер-министр Пакистана Наваз Шариф побывал там в феврале 1991 года. В июле 2003 года президент Пакистана Первез Мушарраф осуществил государственный визит в Тунис. В феврале 1974 года министр иностранных дел Туниса Хабиб Чатти представлял свою страну на саммите ОИК в Лахоре.

## Торговля
В 2017 году объём товарооборота между странами составил сумму 30 млн долларов США. Экспорт Пакистана в Тунис: рис, синтетические и хлопчатобумажные ткани, химическая продукция, хлопковая пряжа, кожа, хирургические инструменты. Экспорт Туниса в Пакистан: одежда и фосфаты.

## Дипломатические миссии
- Пакистан имеет посольство в Тунисе[3].
- Тунис содержит посольство в Исламабаде[4].